# راسموس ورنه
راسموس ورنه (انگلیسی: Rasmus Wranå؛ زادهٔ ۱۵ نوامبر ۱۹۹۴) ورزشکار کرلینگ اهل سوئد است.